# Denkmal zur Geschichte der deutschen Arbeiterbewegung an der Gedenkstätte Eisenacher Parteitag 1869

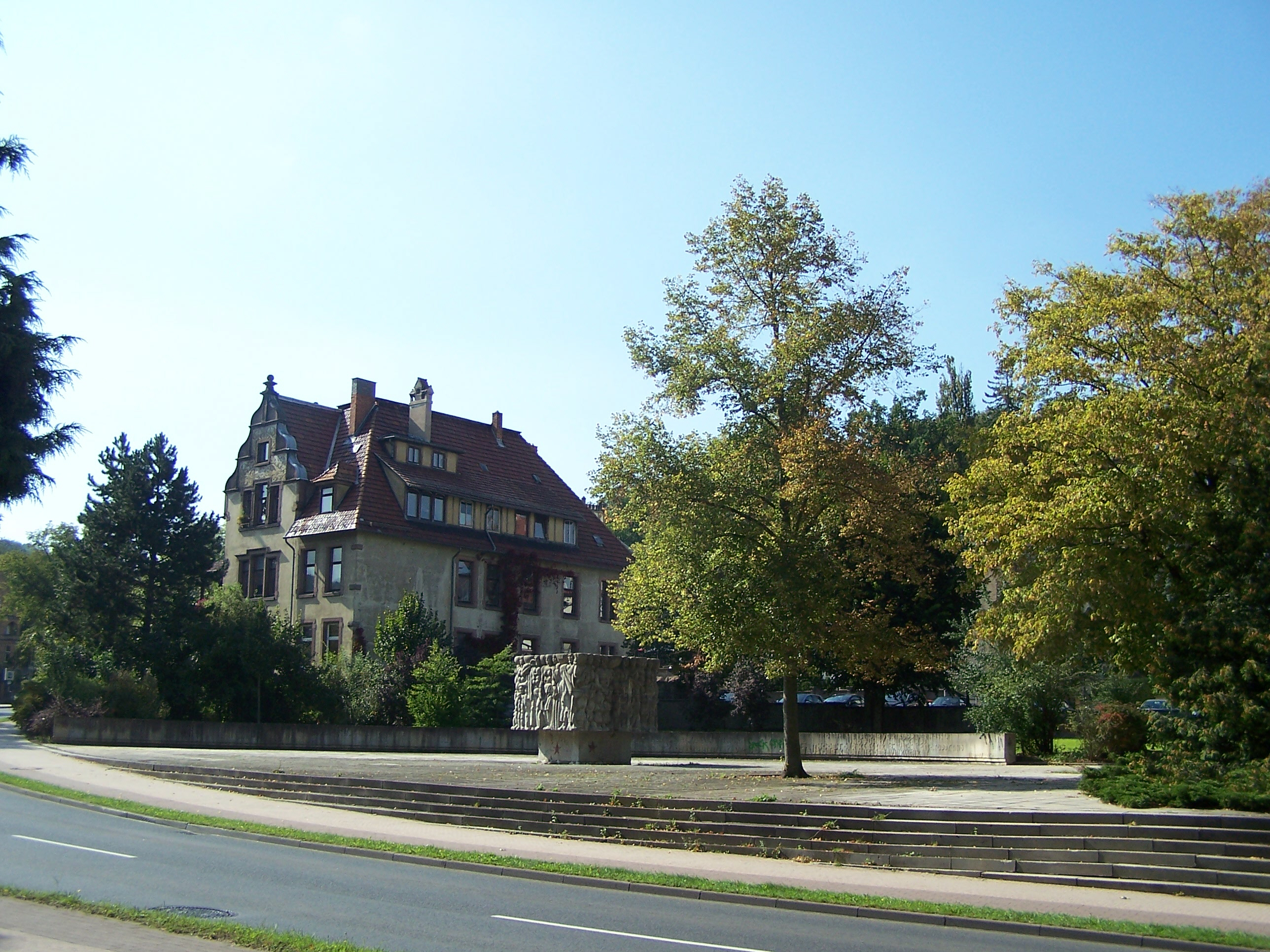
Gesamtansicht von Nordosten (2011)

Das Denkmal zur Geschichte der deutschen Arbeiterbewegung an der Gedenkstätte Eisenacher Parteitag 1869 – auch unter dem propagandistischen Arbeitstitel Partei – Kraft der Klasse bekannt – ist ein Denkmal in der Stadt Eisenach.
Das Denkmal entstand auf dem südlichen Außengelände der Gedenkstätte Eisenacher Parteitag an der Wartburgallee, gegenüber der Parkanlage Kartausgarten mit der Wandelhalle. Es wurde von den Erfurter Künstlern Anke und Siegfried Besser entworfen und im Rahmen eines Gestaltungswettbewerbes prämiert. Am 14. März 1983, dem 100. Todestag von Karl Marx, wurde es mit einem Festakt eingeweiht.

## Geschichte

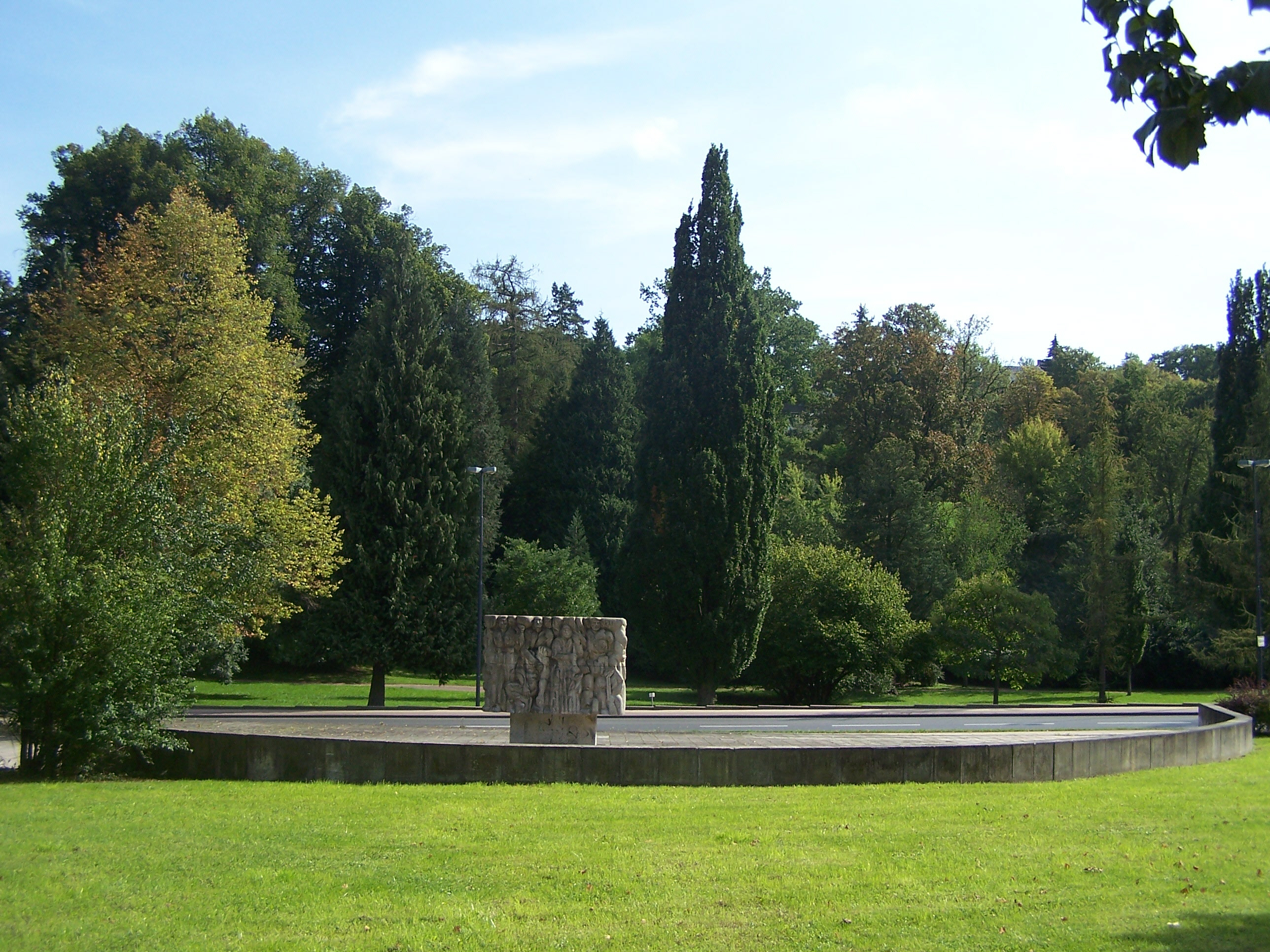
Gesamtansicht von Nordwesten, im Hintergrund die Parkanlage Kartausgarten

Die auch international bedeutsamen Ereignisse 900-Jahrfeier der Wartburg (heute ein Weltkulturerbe), der 150. Jahrestag des Burschenschaftsfestes und die 450-Jahrfeier zur Reformation wurden 1967 in Eisenach in staatlicher Regie des DDR-Kulturministeriums mit einer Veranstaltungsserie begangen. Da diese drei geschichtlichen Ereignisse nur schwer mit der SED-Ideologie in Einklang zu bringen waren, musste im gleichen Jahr in Eisenach ein kulturpolitisches Gegengewicht stattfinden. Hierzu wurde die Eröffnung einer in Eisenach geplanten Gedenkstätte Eisenacher Parteitag 1869 als Ideallösung angesehen. Am 7. August 1869 hatte in Eisenach unter Führung von August Bebel und Wilhelm Liebknecht der Gründungskongress der Sozialdemokratischen Arbeiterpartei (SDAP) stattgefunden. 264 Delegierte aus 193 Orten Deutschlands, aus Österreich und der Schweiz berieten über die Gründung einer proletarischen Partei, es war zugleich der bis dahin größte Kongress in der Geschichte der deutschen Arbeiterbewegung.
Im sanierten Gebäudekomplex des ehemaligen Gasthauses Goldener Löwe wurde bereits am 25. März 1967 durch Professor Albert Norden, Mitglied des Politbüros des Zentralkomitees der SED, die Gedenkstätte Eisenacher Parteitag 1869 in der Marienstraße 57 im Süden der Eisenacher Altstadt eingeweiht.
Nach dem Gedenkjahr 1967 zeigte sich, dass die beabsichtigte Aufmerksamkeit für die Gedenkstätte rasch nachließ, da der Standort von Touristen nicht wahrgenommen wurde. Auch war bereits die Schaffung eines Vorplatzes für politische Kundgebungen geplant. Die Wahl fiel auf eine an die Wartburgallee angrenzende Grünanlage, die auch zum Areal der Gedenkstätte gehörte und sich harmonisch in die gegenüberliegende Parkanlage des Kartausgartens einfügte.
Bei der am 8. August 1969 organisierten Gedenkveranstaltung anlässlich des 100. Jahrestages der SDAP-Gründung wurde durch Friedrich Ebert, ebenfalls Mitglied im Politbüro des ZK der SED, die Grundsteinlegung des Nationaldenkmals zur Geschichte der deutschen Arbeiterbewegung an der Gedenkstätte Eisenacher Parteitag 1869 vollzogen. Für die Gestaltung des Bereiches war ein Wettbewerb ausgeschrieben worden, der vom Erfurter Künstlerehepaar Anke und Siegfried Besser gewonnen wurde.
Das Denkmal wurde am 14. März 1983, dem 100. Todestag von Karl Marx eingeweiht.

## Beschreibung

### Gestaltungsvorgaben des Denkmals
Das Künstlerehepaar Besser hatte bereits vor der Gestaltung des Eisenacher Denkmals Skulpturen und Denkmale im staatlichen Auftrag entworfen. Im Rückblick auf ihre Arbeit schilderte Anke Besser die Erwartungen und Zielvorgaben des Auftraggebers:

„Als wir im Jahre 1972 den Auftrag für eine künstlerische plastische Gestaltung zur Würdigung des historischen Ereignisses von 1869 übernahmen, lautete die Forderung des Auftraggebers, ein Denkmal mit monumentalem Charakter für diesen konkreten Raum zu schaffen. Es bestand die einheitliche Auffassung, nicht nur den Bezug zum konkreten historischen Anlaß zu suchen, sondern darüber hinaus den Bogen zu spannen in der Entwicklung der Partei der Arbeiterklasse bis hin zur Gegenwart. Die angestrebte monumentale Wirkung, die nicht allein als eine Frage der räumlichen Größe zu verstehen ist, ergab sich aus der historischen Dimension, aus der generellen Aussage: „Partei - Kraft der Klasse“. Es galt, die Entwicklung der Partei von ihren Anfängen bis zur revolutionären Massenpartei von heute zu zeigen. Es galt, in einer künstlerisch gemäßen plastischen Form die Sieghaftigkeit des Kampfes zu verdeutlichen, ohne die Schwere zu verleugnen, die Opfer, aus denen ja gerade die geschichtliche Leistungen erwächst.“

### Aufbau
Die räumlichen Gegebenheiten des Standortes erinnern an die Glanzzeit Eisenachs als einstige Residenzstadt unter Großherzog Carl Alexander – dessen ehernes Denkmal etwa 100 m südlich an der Auffahrt zur Wartburg steht und an die Kurbad-Episode, die sich mit einigen Hotels, Parkanlagen, Villen und der Wandelhalle noch deutlich im Südviertel manifestiert.
Die Gestaltung des Denkmals verlangte in diesem Spannungsfeld vergangener Pracht eine sensible Lösung um das Werk nicht als Fremdkörper erscheinen zu lassen.
Der umgebende Platz des Denkmals wird mit einer niederen Mauer („Schriftmauer“) von der angrenzenden Grünanlage abgetrennt, auf der Schauseite wurde als reliefartiges Spruchband Bertolt Brechts Gedicht Lob der Partei verwendet.

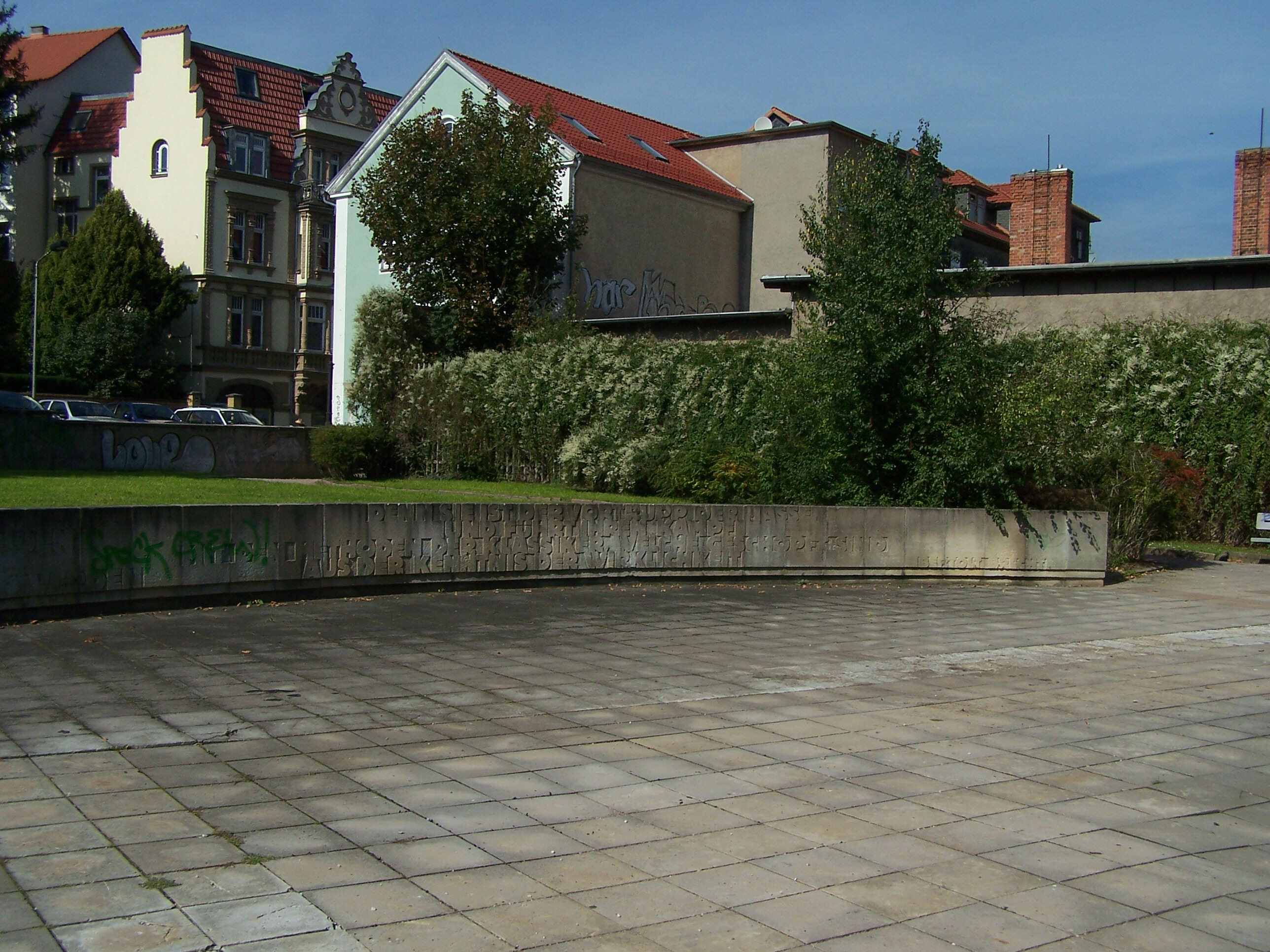
Die bogenförmige Schriftmauer (Teilansicht), im Hintergrund das Gebäude der Gedenkstätte Eisenacher Parteitag

„DER EINZELNE HAT ZWEI AUGEN
DIE PARTEI HAT TAUSEND AUGEN.
DIE PARTEI SIEHT SIEBEN STAATEN
DER EINZELNE SIEHT EINE STADT.
DER EINZELNE HAT SEINE STUNDE,
ABER DIE PARTEI HAT VIELE STUNDEN.
DER EINZELNE KANN VERNICHTET WERDEN,
ABER DIE PARTEI KANN NICHT VERNICHTET WERDEN.
DENN SIE IST DER VORTRUPP DER MASSEN
UND FÜHRT IHREN KAMPF
MIT DEN METHODEN DER KLASSIKER, WELCHE GESCHÖPFT SIND
AUS DER KENNTNIS DER WIRKLICHKEIT.“
Die Mauer besteht aus dem gleichen Baumaterial wie das Denkmal und dient als Raum-Gestaltungsmittel, sie schafft die vom Denkmal benötigte Distanz zur Grünanlage und weiteren Umwelt.
Die Hauptschauseite der Skulptur wurde nach der Wartburgallee ausgerichtet. Es besteht eine chronologische Abfolge der vier Bildtafeln, die der Besucher im Uhrzeigersinn folgend betrachten kann.

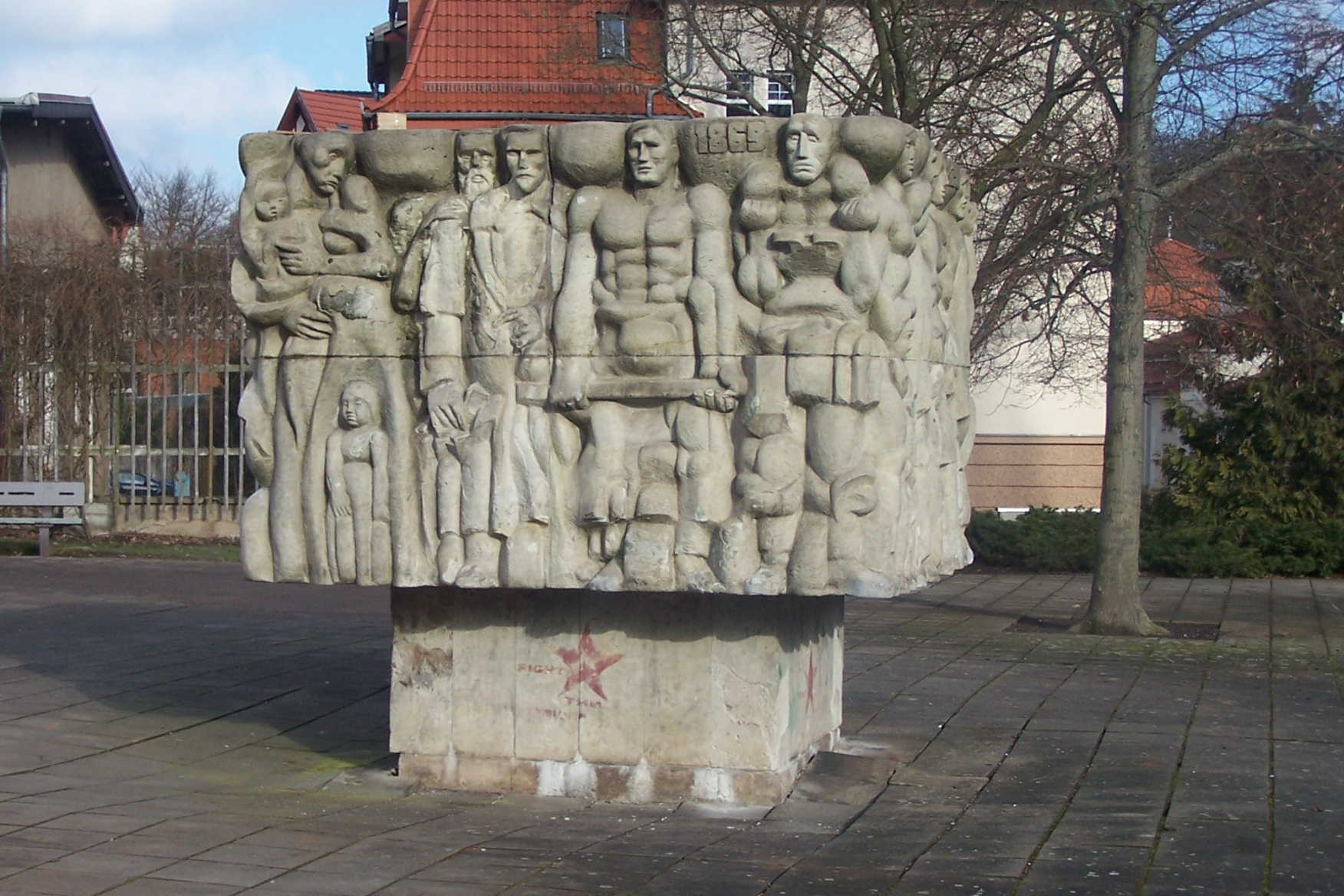
Die Bildtafel 1869

Die erste Tafel trägt die Jahreszahl 1869 und erinnert an die Gründung der Sozialdemokratischen Arbeiterpartei in Eisenach.

„Aus sozialem Elend (Arbeiterfrau links — der Bezug zu einer Käthe Kollwitz-Zeichnung Hunger ist beabsichtigt) und Unterdrückung (Gefesselter rechts) heraus formiert sich der revolutionäre Teil der Arbeiterklasse Mann der Arbeit aufgewacht, und erkenne deine Kraft! (der Mann mit dem Hammer — angelehnt an bildkünstlerische Selbstdarstellung der Arbeiterklasse jener Zeit). Bei den beiden geistigen Führern mag man an Bebel und Liebknecht denken, die Gründer der Sozialdemokratischen Arbeiterpartei.“

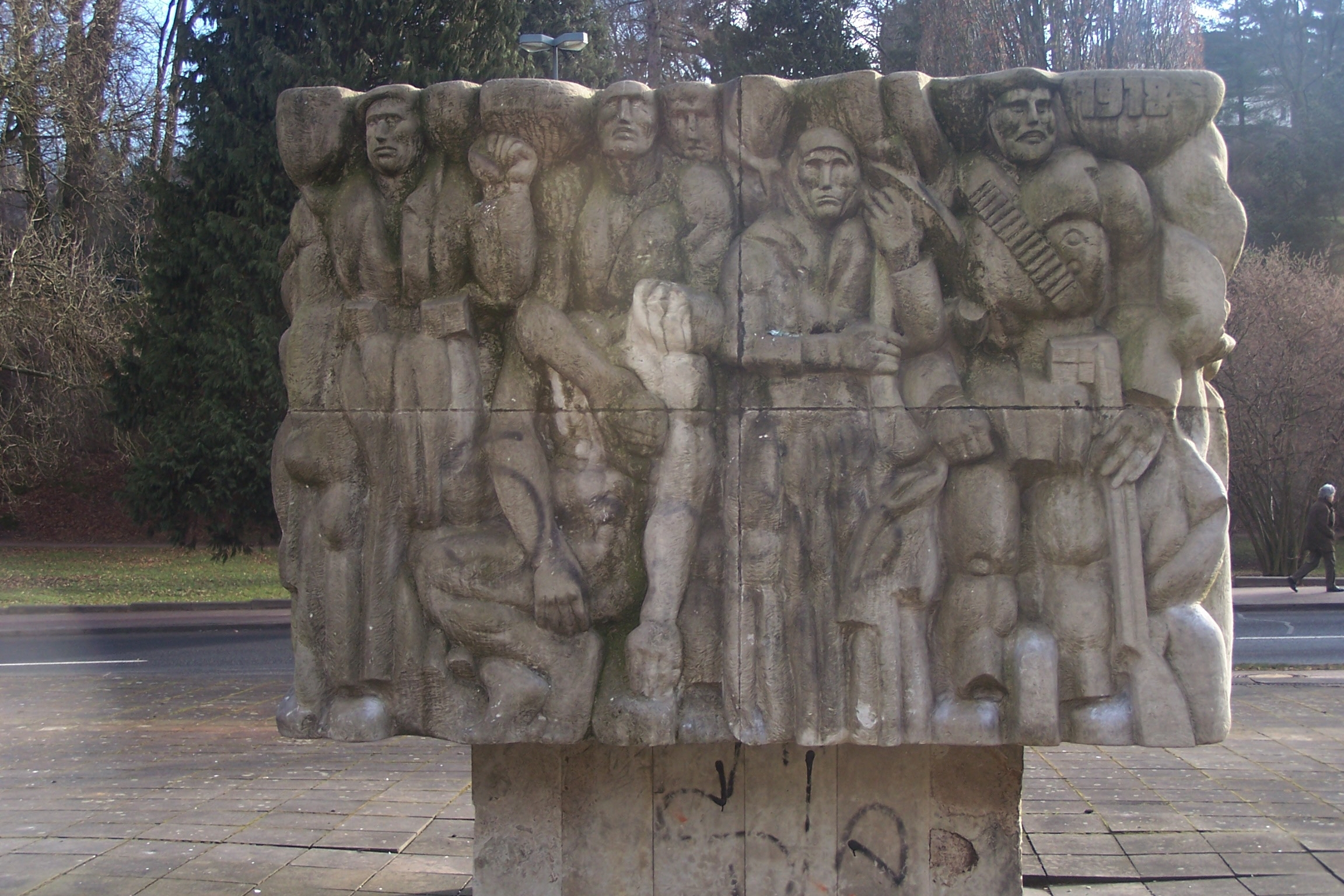
Die Bildtafel 1918

Die zweite Tafel trägt die Jahreszahl 1918 und erinnert an die Gründung der Kommunistischen Partei Deutschlands.

„Zentrale Figur dieser Tafel ist eine Arbeiterfrau mit der Fahne. Man denkt an Maxim Gorkis „Mutter“.  Der Gedanke an die Große Sozialistische Oktoberrevolution klingt an. Die beiden Eckfiguren versinnbildlichen heroische Leistungen der Arbeiterklasse in dieser Zeit. Rechts der Matrose steht für die Novemberrevolution. Der Spanienkämpfer links bringt den Gedanken der internationalen Solidarität hinein. Die Figur des Zusammenbrechenden und des ihn Haltenden assoziieren den Widerstandskraft und die Opfer der deutschen Arbeiterklasse und ihrer Partei in der Nacht des Faschismus.“

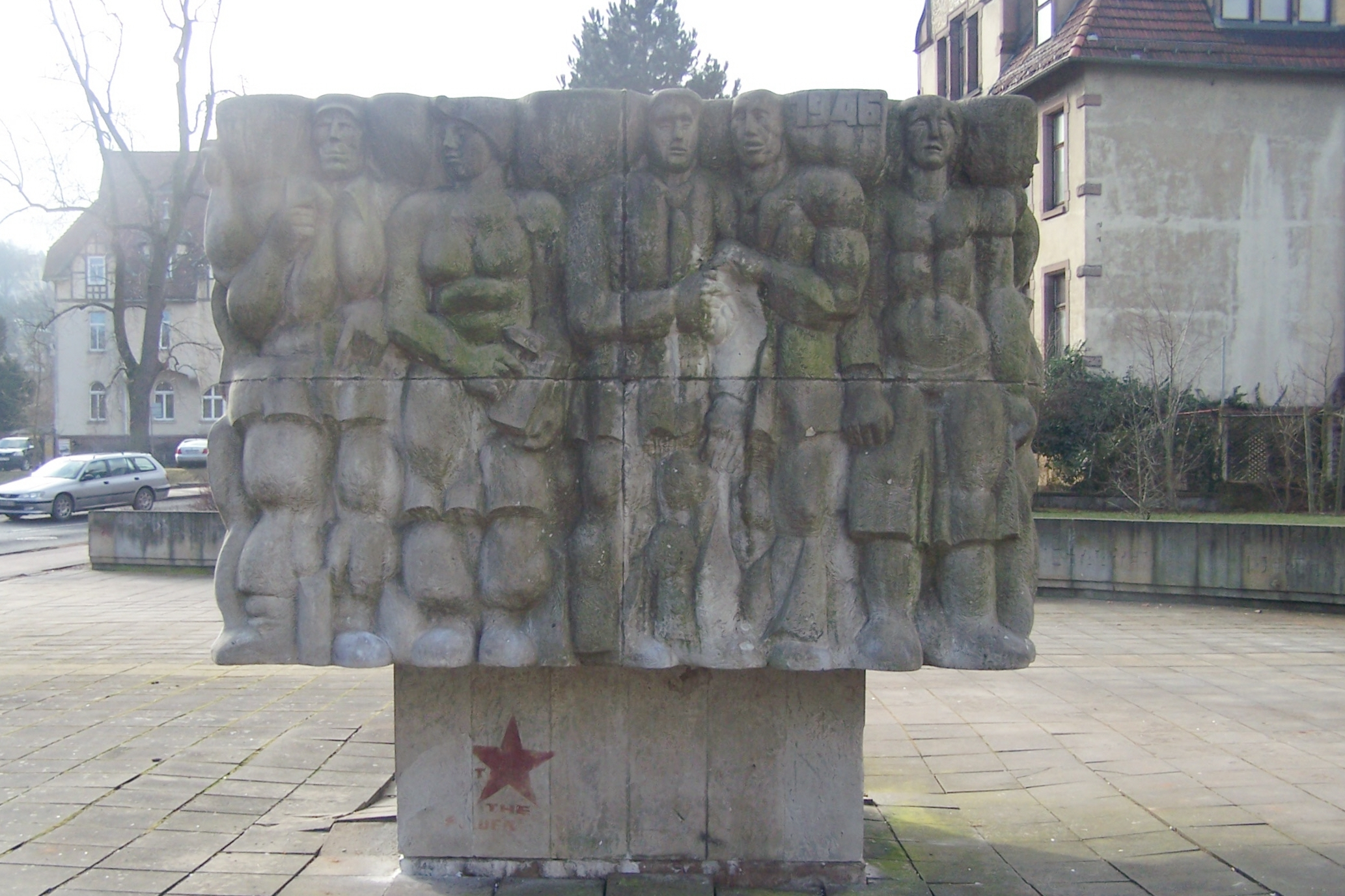
Die Bildtafel 1946

Die dritte Tafel trägt die Jahreszahl 1946 und erinnert an die Gründung der SED.

„Demzufolge sind die beiden Figuren mit dem historischen Händedruck Mittelpunkt dieses Teils. Es waren die Jahre des Aufbaus des ersten deutschen Arbeiter-und-Bauern-Staates. Die Trümmerfrau als legendäres Symbol dafür ist unverzichtbar. Die Jugend als aktiver Mitgestalter verkörpert sich in der Gestalt des Mädchens. Der Arbeiter in der Kampfgruppenuniform macht deutlich, daß die Arbeiterklasse die errungene Macht zu schützen weiß, nicht mehr wehrlos und gefesselt ist.“

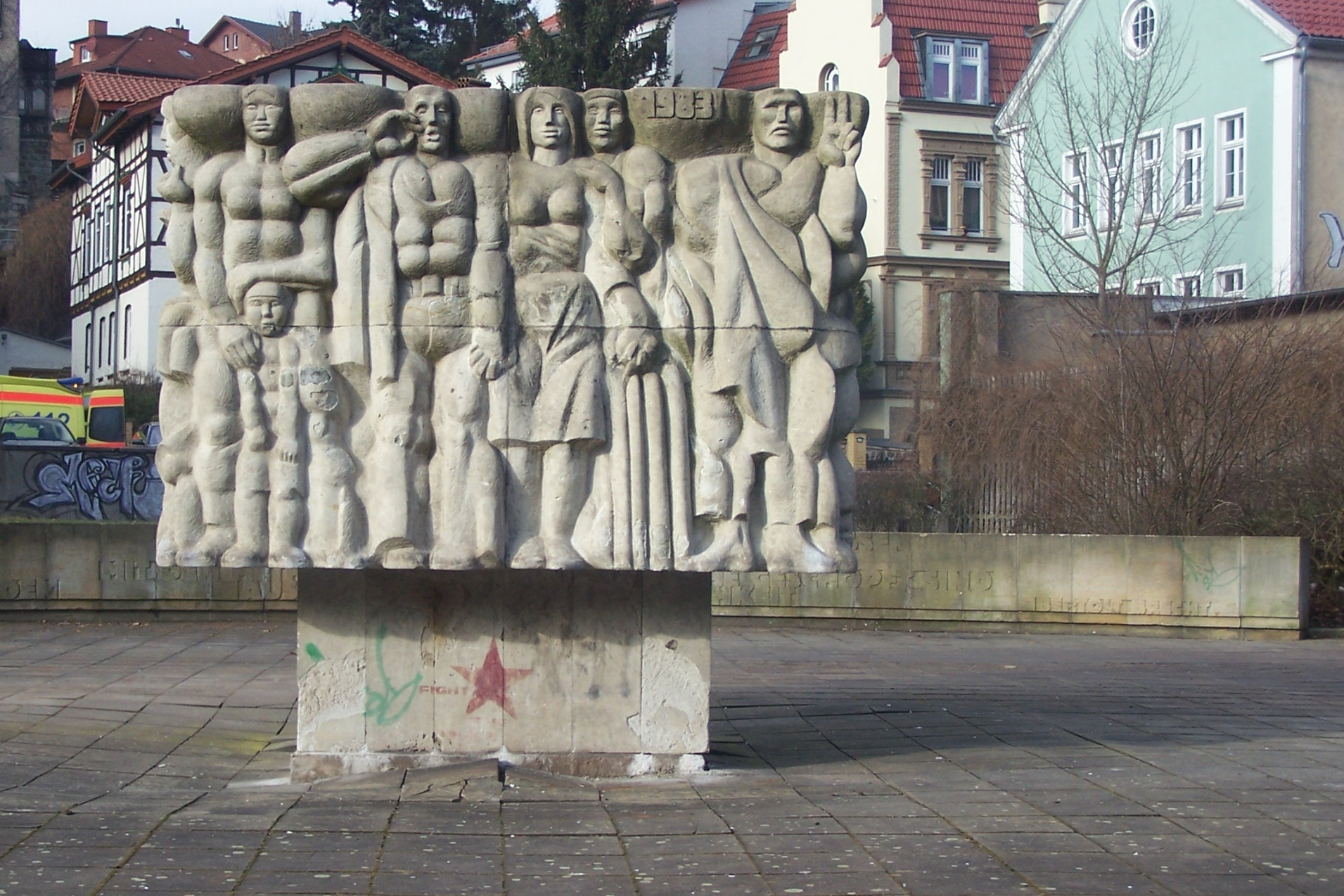
Die Bildtafel 1983

Die vierte Tafel trägt die Jahreszahl 1983 und erinnert an die Einweihung des Denkmals.

„Die vierte, die vordere Seite, gekennzeichnet durch das Datum der Übergabe dieses Denkmals, ist Gegenwart und Zukunft. Der Sozialismus schreitet vorwärts (Frauengestalt). Die Ideen des Marxismus-Leninismus breiten sich aus (Figur des Rufers). Die Partei der Arbeiterklasse der DDR ist aktive Mitkämpferin im internationalen Klassenkampf. Die Vietnamesin links, die Afrikanerin und der die Hand zum Siegeszeichen erhebende Chilene verdeutlichen Internationalismus und Siegeszuversicht.“

### Realisierung
Am 1. August 1982 begann der Aufbau am Standort in der Wartburgallee. Im Beisein des Eisenacher Bürgermeisters Joachim Klapczynski, des Gedenkstellenleiters Hüther und Frau Bessers wurde zunächst eine Dokumentenkassette mit Materialien zur Geschichte der Gedenkstätte und Tageszeitungen in das Fundament eingemauert. Auf den bereits vorbereiteten Sockel wurden die aus Cottaer Sandstein vom VEB Elbenaturstein Dresden gefertigten Quader aufgesetzt, sie haben ein Gesamtgewicht von 32 Tonnen.

### Heutige Situation
Das Denkmal wurde als Kulturdenkmal der Stadt Eisenach ausgewiesen und blieb als inzwischen verwittertes Zeugnis der DDR-Staatsideologie erhalten. Für viele Eisenacher ist das Denkmal ein Mahnmal für den überwundenen „Beton-Kommunismus“. Das Denkmal weist geringfügige Schäden auf, eine Restaurierung ist in absehbarer Zeit nicht vorgesehen.